# Levin Johann von Wenge zu Beck
Levin Johann Wilhelm Franz von Wenge zu Beck (* 5. Oktober 1772; † 1822) war Domherr in Münster und Halberstadt.

## Leben
Levin Johann Wilhelm Franz von Wenge zu Beck entstammte der westfälischen Linie der Familie von der Wenge und war der Sohn des münsterschen Generalmajors Clemens August von Wenge zu Beck und dessen Gemahlin Maria Ludovica von Eynatten zu Neuenburg und Lindenberg. Er war der Großneffe des Domkapitulars Franz Ferdinand von der Wenge. Im Jahre 1788 erhielt er vom Kurfürsten Maximilian Franz eine Dompräbende in Münster. 1800 wurde er zum Subdiakon geweiht und erhielt den Archidiakonat Stadtlohn und Südlohn. Er war auch Domherr in Halberstadt und gehörte zu den Münsteraner Domherren, die im Jahre 1812 in das wiederhergestellte Domkapitel aufgenommen worden sind.